# Aspés
Aspés (aragonesisch Azpe) ist ein spanischer Ort in der Provinz Huesca der Autonomen Gemeinschaft Aragonien. Aspés, im Pyrenäenvorland liegend, gehört zur Gemeinde Sabiñánigo. Der Ort auf 1250 Meter Höhe hatte im Jahr 2010 keine Einwohner.

## Geschichte
Der Ort wurde im Jahr 1195 erstmals urkundlich erwähnt. 

## Einwohnerentwicklung
1900 = 31
1910 = 38
1920 = 34
1930 = 38
1940 = 33
1950 = 32
1960 = 9
2010 = 0

## Geographie
Aspés liegt etwa 23 Kilometer südöstlich von Sabiñánigo. Der Ort befindet sich in der Sierra de Aineto.